# 绥佳铁路
绥佳铁路是中国黑龙江省的一条国有内燃复线干线铁路，从滨北铁路绥化站出岔，正线382km，终点为佳木斯站。 
铁路承担三江平原粮食、鹤岗煤田与双鸭山煤田、伊春林区的外运任务，运输繁忙。神树-圣浪间K140+000为哈尔滨铁路分局与佳木斯铁路分局的分界点，以西各站属绥化车务段，以东各站属佳木斯车务段。佳铁分局沿途设佳木斯车务段、汤原车务段、朗乡车务段、佳木斯机务段、南岔机务段、佳木斯给水电力段、南岔给水电力段、佳木斯工务段、南岔工务段、莲江口工务段、佳木斯电务段、南岔电务段、佳木斯车辆段、南岔车辆段、佳木斯房产建筑段、南岔房产建筑段、南岔铁路医院。

## 线路
线路全线长381.6公里。可分为三大地形区，绥化-桃山区间地形较平坦，土壤肥沃，是适于农耕的产粮区。桃山-浩良河为山区，林木茂盛，林业资源丰富，是国家重点林业基地。浩良河以东为平原，土壤肥沃，盛产水稻，玉米，大豆。
线路七次跨汤旺河。海拔最高点375米，最低点78.3米，最大坡度12.9‰。最小曲线半径300米。沿线架设桥梁 90座，5 352.26米；涵渠 65座，682.97米。威岭至秋冷间修筑狼山隧道1条，长110米。列车牵引定数：货车上行3 300吨，下行2 000吨；客车上下行均为750吨。
货车限制速度90公里/小时，牵引定数最大6000吨。运量：绥神线4675万吨/年、神南线4970万吨/年，南佳线5765万吨/年。
在南岔站引出南乌铁路。在莲江口站引出鹤岗铁路。

## 历史
日满当局为实现“产业开发计划”、开拓移民政策与“北边振兴计划”修建的一条重要运输线，用以掠夺沿线丰富森林资源，安置日本“开拓团”移民，镇压抗联武装，防御苏联进攻，衔接鹤岗煤炭外运。绥佳线可直接连通哈尔滨-佳木斯，相较于绕行牡丹江，可缩短路程180公里。
绥佳线由南满铁道株式会社四平街铁道事务所（后移交白城子铁道事务所）勘测设计，分三个区段勘测设计：
- 绥神线（135.4公里）：1936年10月开始勘测，1937年4月完成设计并动工。
- 神南线（93.979公里）：1937年10月18日分成两队，第一队（三木班）从神树至180公里（今朗乡站）开始预测，第二队（橘班），1937年10月15日从180公里至南岔间开始实测，1938年2月4日实测到南岔，完成设计。
- 南佳线（152公里）：1936年7月2日至1938年2月19日完成勘测设计。

分三段动工兴建：
- 绥化至神树段修筑路基136.7公里，1937年4月动工修建，土方154万立方米。1937年11月1日开始铺轨，至1938年10月30日完成铺轨。
- 神树至南岔段修筑路基94.9公里，由日商东亚土木工程施工，完成土方119.5万立方米。1939年1月20日开始机械铺轨。4月7日铺轨到带岭站并开始临时营业，11月17日铺轨到南岔站以东晨明站附近，同时临时营业区段延长到南岔站。
- 佳木斯至南岔段：1937年6月14日至1940年3月5日自佳木斯起，设江南、莲江口、汤原、浩良河、凉台（威岭）、龙泉（宝泉）、桦阳五个工区同时修建。修筑路基151.5公里，完成土方790万立方米。1939年12月5日，莲江口至汤原临时营业。1940年3月5日在116公里180米处（绥佳线K263+920）与神南段接轨。佳南段随即开始临时营业。
- 松花江铁路大桥位于佳木斯站至莲江口站之间，全长1 382.6米，宽5米，是当时东北地区最长的单线铁路桥。共35孔，其中30孔为30米上承式板梁，5孔为90米下承平行弦桁梁。设钢筋混凝土六梭中孔型桥墩34个，墩高16米。沉箱基础。1937年4月开工修建，铁道建设局承建。1939年8月竣工。1939年12月1日通车。1945年8月14日大桥第6、8号两个桥墩墩顶与3孔钢梁被日本佳木斯特务机关炸坏，铁路停运。1946年秋，佳木斯工务段、哈尔滨车辆厂、佳木斯建华工厂、东北民主联军组织人力抢修，1947年4月13日通车，允许车速15公里／小时。1948年10月，东北电影制片厂把此事迹拍摄为新中国第一部电影故事片《桥》，于1949年5月1日首映。影片中多数场景是在哈尔滨车辆厂拍摄的，许多建桥工人都进入了镜头。[1]建国后该大桥13次整修加固。2003年老桥被爆破拆除。老桥两端的两座桥头堡现为市级保护文物。

1941年5月1日，绥佳线全线试运行开始。1941年11月，全线交付伪满哈尔滨铁道局正式营运。
由于绥佳线刚修成时，线路为单线，标准低，装备差，无法满足建国后的运输需求，自1951年起开始绥化铁路分局与佳木斯铁路分局对其进行了改造。 
1954年初，齐齐哈尔铁路管理局提出哈尔滨-鹤岗复线改造方案。经铁道部东北设计分院与第五设计院、第三设计院勘测设计，由齐齐哈尔铁路管理局建设。1958年7月起，移交哈尔滨铁路局继续施工。延长滨北、绥佳、鹤岗线的59个车站的站线，开设会让站12处，扩建5处、改坡改半径157公里、新建大桥21座4261米，中桥13座5255米，小桥22座210米，涵渠268座，改线里程计538公里597米，正线铺轨480.5公里，增加复线区间56个，双线插入段4处，机车整备处5个，折返段3处，完成路基土石方2 232.6万立方米，以及配套工程房屋33 576平方米。至1962年12月竣工，总投资1.9亿元。其中甲乙线为半自动闭塞。南岔-哈尔滨间通过能力达到100对。但是，佳木斯-兴莲、莲江口-半截河区间仍然是单线，凉台（威岭）-浩良河区间甲线仍走汤旺河左岸的旧线。
1954年的哈鹤复线改造中，威岭-浩良河设计为复线，威岭站与永林站区间新建现路位于汤旺河右岸，两座跨越汤旺河的大桥已经竣工，复线路基已完工。但由于预算压缩，仅上行线竣工使用，下行线沿用日满时期汤旺河左岸旧线。左岸旧线下行K275.700米处经常塌方落石造成事故；1978年7月造成列车倾覆事故。哈局报请铁道部将下行线移至汤旺河右岸与上行并行。1979年5月威岭-浩良河间甲线转线正式开工，永林站搬迁与汤旺河七号桥工程由佳木斯第五工程段施工，改线20公里033米，1980年10月竣工，1981年6月26日正式通车。日满时期修建的甲线，威岭-秋冷区间被拆除，狼山隧道废弃。秋冷-浩良河区间改为秋冷支线，长12公里347米。
1987年，铁道部投资开工兴建南岔-兴莲间半自动闭塞，铁道部通号公司设计施工（信号设备），1988年11月交付。
1994年，为解决佳木斯至兴莲（出岔鹤岗铁路）通过能力，缓和运能紧张，铁道部投资新建兴莲-桥北（佳木斯莲江口松花江大桥）线路所区间复线7.2公里。1995年11月5日交付。
1999年哈尔滨经绥化至佳木斯全线自动闭塞。
2000年在老桥上游120m处开始建设新桥。2002年10月25日，新建的佳木斯松花江铁路大桥正式通车，至此全线实现复线。总投资25600万元，全长2338.45米，共有61孔，其中4孔为中心钢桁梁，双线桥，铁路运输能力可提高一倍。2003年老桥被炸毁。 
2006年9月25日，绥佳线整治工程开工。货运能力提高到5000万吨。
2018年9月底，哈尔滨-佳木斯快速铁路贯通后，绥佳线客车大幅减少，现存客车约22对。2019年，全线昼夜列车79.9对（含浩良河单机、小白、桃山、神树补机、佳木斯-莲江口区段去鹤岗的客货车）

## 事故
- 1991年12月18日凌晨2时35分，哈尔滨铁路局三棵树机务段的东方红3型内燃机车牵引由佳木斯站到济南站的194次直通旅客快车行驶到绥佳铁路石尹站到东津站区间段K26+500处时，机后第10号硬座车厢突然发生猛烈爆炸，造成3人死亡，4人重伤，8人轻伤，经警方查明，事故原因系鹤岗富力煤矿工人郭继昌因妻子背叛带女儿和情夫私奔，从而产生报复社会的念头，随即于1991年12月17日携带炸药离家出走，在12月18日登上194次直通旅客快车，最终在列车上引爆炸药，造成此次爆炸事故，郭继昌本人也在爆炸中当场死亡。[2]
- 1996年2月1日，济南东站到佳木斯站的193次直通旅客快车驶出哈尔滨站，行驶在滨北铁路上，当班乘务员张某准备为12号车厢的锅炉加煤，但他发现此时锅炉处被一名老年女性乘客占据，张某对该名乘客说他现在要对锅炉加煤，所以请她进车厢里去，但是该老年女乘客拒绝让位，还对张某出言不逊，张某忍无可忍将这名老年女乘客强行拽离，然后为锅炉加煤，但是在加煤完成后不久，该老年女乘客捂着胸口倒在地上，大惊失色的张某当即通知列车长，列车长指令将女乘客转移到条件较好的餐车，随后通过列车广播呼叫具有行医资格的乘客来餐车诊断，医生看其症状初步诊断她为心脏病突发，经过紧急处理，情况稍有稳定，随后193次列车在当日上午6时44分在绥佳铁路南岔站停车时，该名女乘客被送下列车，随后被等候在站台上的、预先接到通知的医护人员接手送往医院抢救，但最终，该名老年女乘客还是因抢救无效死亡，该事故构成一起铁路旅客伤亡一般事故，经过法院调查，最终认定这起事故是因为乘务员张某粗暴对待乘客，间接导致该名老年乘客心脏病复发所导致的死亡事故，事故责任被列为哈尔滨铁路局哈尔滨客运段全部责任，事故直接责任人张某被处以开除路籍、留路察看一年的处分，哈尔滨客运段段长、党委书记、分管副段长、车队队长、支部书记、当班列车长等负有领导责任的责任人也都受到了通报批评至行政记过的处分，另外，哈尔滨铁路局向死亡的老年女乘客家属支付了12万元的赔偿金作为经济赔偿[3]。
- 2013年10月24日凌晨2时35分，配属哈尔滨铁路局三棵树机务段的东风4D型3181号机车牵引的由哈尔滨开往双鸭山的4137次旅客列车，运行至佳木斯市境内香兰至汤原间K311+598处的道口，与一辆抢越道口的运煤货车尾部相撞。两车相撞后，拉煤货车被撞翻，机车驾驶室严重受损，事故造成火车司机1死2伤，8名旅客在紧急制动过程中受轻伤，运煤货车司机跳车未受伤。[4]
- 2016年12月3日午夜0时38分，配属哈尔滨铁路局佳木斯机务段的DF11G型0209、0210号机车牵引盘锦至佳木斯的K889次旅客列车，运行至绥佳线庆安至双丰区间一道口时，与一辆违规抢道的拉煤货车相撞，机车乘务员实施紧急制动后及时离座向后逃生，拉煤货车司机跳车逃生，事故中无人员伤亡，造成绥佳线线路中断，东风11G型0210号机车司机室严重损毁。
- 2024年6月4日凌晨1时55分，42109次货物列车运行至绥佳线汤原—望江下行区间处，与侵入线路的施工作业人员发生碰撞，当场造成2人遇难、4人受伤，4名伤者后经抢救无效死亡，事故直接原因为错认施工位置且未进行前后瞭望，加之管理混乱，哈尔滨局集团及中铁二十三局多名负责人被给予记过、撤职处分，4名施工负责人被依法追究刑事责任[5][6]。